# 121656 Jamesrogers
121656 Jamesrogers è un asteroide della fascia principale. Scoperto nel 1999, presenta un'orbita caratterizzata da un semiasse maggiore pari a 3,0418754 UA e da un'eccentricità di 0,1762651, inclinata di 16,92440° rispetto all'eclittica.